# Beachvolleybal op de Olympische Zomerspelen 2004 (vrouwen)
Het beachvolleybaltoernooi voor vrouwen tijdens de Olympische Zomerspelen 2004 in Athene vond plaats van 14 tot en met 24 augustus. De wedstrijden werden gespeeld in het Faliro Coastal Zone Olympic Sports Complex dat zich in Paleo Faliro, een voorstad van Athene, bevindt. De 24 deelnemende teams waren verdeeld over zes groepen van vier, waarin een halve competitie werd gespeeld. Aan het einde van de groepsfase gingen de nummers één en twee van elke groep door naar de achtste finales, aangevuld met de vier beste nummers drie. Vanaf de achtste finales werd er gespeeld via het knockoutsysteem.
Het als eerste geplaatste Amerikaanse duo Kerri Walsh en Misty May won de gouden medaille door in de finale de Brazilianen Adriana Behar en Shelda Bede te verslaan in twee sets. Het brons ging naar het eveneens Amerikaanse tweetal Holly McPeak en Elaine Youngs dat in de wedstrijd om de derde plaats te sterk was voor de Australiërs Natalie Cook en Nicole Sanderson.

## Groepsfase
|  | Direct naar laatste zestien                      |
|  | Als vier beste nummers drie naar laatste zestien |

### Groep A
| # | NOC | Ploeg              | Punten | Wedstrijden | Wedstrijden | Spelpunten | Spelpunten | Spelpunten | Sets | Sets | Sets  |
| # | NOC | Ploeg              | Punten | W           | V           | W          | V          | Ratio      | W    | V    | Ratio |
| - | --- | ------------------ | ------ | ----------- | ----------- | ---------- | ---------- | ---------- | ---- | ---- | ----- |
| 1 | USA | Walsh / May        | 6      | 3           | 0           | 126        | 83         | 1,518      | 6    | 0    | MAX   |
| 2 | CZE | Celbová / Nováková | 5      | 2           | 1           | 120        | 110        | 1,091      | 4    | 2    | 2,000 |
| 3 | JPN | Tokuno / Kusuhara  | 4      | 1           | 2           | 109        | 137        | 0,796      | 2    | 5    | 0,400 |
| 4 | NED | Leenstra / Kadijk  | 3      | 0           | 3           | 110        | 135        | 0,815      | 1    | 6    | 0,167 |

| Datum       |                    | Score |                    | Set 1   | Set 2   | Set 3   |
| ----------- | ------------------ | ----- | ------------------ | ------- | ------- | ------- |
| 15 augustus | Celbová / Nováková | 2 – 0 | Leenstra / Kadijk  | 21 – 19 | 21 – 16 |         |
| 15 augustus | Walsh / May        | 2 – 0 | Tokuno / Kusuhara  | 21 – 9  | 21 – 16 |         |
| 17 augustus | Celbová / Nováková | 2 – 0 | Tokuno / Kusuhara  | 23 – 21 | 21 – 12 |         |
| 17 augustus | Walsh / May        | 2 – 0 | Leenstra / Kadijk  | 21 – 11 | 21 – 13 |         |
| 19 augustus | Leenstra / Kadijk  | 1 – 2 | Tokuno / Kusuhara  | 21 – 15 | 17 – 21 | 13 – 15 |
| 19 augustus | Walsh / May        | 2 – 0 | Celbová / Nováková | 21 – 17 | 21 – 17 |         |

### Groep B
| # | NOC | Ploeg                  | Punten | Wedstrijden | Wedstrijden | Spelpunten | Spelpunten | Spelpunten | Sets | Sets | Sets  |
| # | NOC | Ploeg                  | Punten | W           | V           | W          | V          | Ratio      | W    | V    | Ratio |
| - | --- | ---------------------- | ------ | ----------- | ----------- | ---------- | ---------- | ---------- | ---- | ---- | ----- |
| 1 | BRA | Adriana Behar / Shelda | 6      | 3           | 0           | 126        | 84         | 1,500      | 6    | 0    | MAX   |
| 2 | CUB | Larrea / Fernández     | 5      | 2           | 1           | 129        | 125        | 1,032      | 4    | 3    | 1,333 |
| 3 | ITA | Perrotta / Gattelli    | 4      | 1           | 2           | 124        | 128        | 0,969      | 3    | 4    | 0,750 |
| 4 | RSA | Naidoo / Willand       | 3      | 0           | 3           | 84         | 126        | 0,667      | 0    | 6    | 0,000 |

| Datum       |                        | Score |                     | Set 1   | Set 2   | Set 3   |
| ----------- | ---------------------- | ----- | ------------------- | ------- | ------- | ------- |
| 15 augustus | Larrea / Fernández     | 2 – 1 | Perrotta / Gattelli | 21 – 17 | 18 – 21 | 15 – 1- |
| 15 augustus | Adriana Behar / Shelda | 2 – 0 | Naidoo / Willand    | 21 – 7  | 21 – 10 |         |
| 17 augustus | Larrea / Fernández     | 2 – 0 | Naidoo / Willand    | 21 – 19 | 21 – 16 |         |
| 17 augustus | Adriana Behar / Shelda | 2 – 0 | Perrotta / Gattelli | 21 – 17 | 21 – 17 |         |
| 19 augustus | Perrotta / Gattelli    | 2 – 0 | Naidoo / Willand    | 21 – 18 | 21 – 14 |         |
| 19 augustus | Adriana Behar / Shelda | 2 – 0 | Larrea / Fernández  | 21 – 14 | 21 – 19 |         |

### Groep C
| # | NOC | Ploeg                     | Punten | Wedstrijden | Wedstrijden | Spelpunten | Spelpunten | Spelpunten | Sets | Sets | Sets  |
| # | NOC | Ploeg                     | Punten | W           | V           | W          | V          | Ratio      | W    | V    | Ratio |
| - | --- | ------------------------- | ------ | ----------- | ----------- | ---------- | ---------- | ---------- | ---- | ---- | ----- |
| 1 | GER | Lahme / Müsch             | 5      | 2           | 1           | 156        | 143        | 1,091      | 5    | 4    | 1,250 |
| 2 | BRA | Ana Paula / Sandra Pires  | 5      | 2           | 1           | 131        | 118        | 1,110      | 5    | 2    | 2,500 |
| 3 | GRE | Koutroumanidou / Arvaniti | 4      | 1           | 2           | 131        | 140        | 0,936      | 3    | 5    | 0,600 |
| 4 | NOR | Håkedal / Tørlen          | 4      | 1           | 2           | 132        | 149        | 0,886      | 3    | 5    | 0,600 |

| Datum       |                           | Score |                           | Set 1   | Set 2   | Set 3   |
| ----------- | ------------------------- | ----- | ------------------------- | ------- | ------- | ------- |
| 15 augustus | Ana Paula / Sandra Pires  | 2 – 0 | Håkedal / Tørlen          | 21 – 18 | 21 – 19 |         |
| 15 augustus | Lahme / Müsch             | 2 – 1 | Koutroumanidou / Arvaniti | 21 – 16 | 16 – 21 | 15 – 10 |
| 17 augustus | Ana Paula / Sandra Pires  | 2 – 0 | Koutroumanidou / Arvaniti | 21 – 13 | 21 – 14 |         |
| 17 augustus | Lahme / Müsch             | 1 – 2 | Håkedal / Tørlen          | 21 – 13 | 17 – 21 | 12 – 15 |
| 19 augustus | Ana Paula / Sandra Pires  | 1 – 2 | Lahme / Müsch             | 21 – 18 | 15 – 21 | 11 – 15 |
| 19 augustus | Koutroumanidou / Arvaniti | 2 – 1 | Håkedal / Tørlen          | 21 – 11 | 21 – 23 | 15 – 12 |

### Groep D
| # | NOC | Ploeg              | Punten | Wedstrijden | Wedstrijden | Spelpunten | Spelpunten | Spelpunten | Sets | Sets | Sets  |
| # | NOC | Ploeg              | Punten | W           | V           | W          | V          | Ratio      | W    | V    | Ratio |
| - | --- | ------------------ | ------ | ----------- | ----------- | ---------- | ---------- | ---------- | ---- | ---- | ----- |
| 1 | USA | McPeak / Youngs    | 6      | 3           | 0           | 148        | 124        | 1,194      | 6    | 2    | 3,000 |
| 2 | CAN | Dumont / Martin    | 5      | 2           | 1           | 135        | 123        | 1,098      | 5    | 2    | 2,500 |
| 3 | NOR | Maaseide / Glesnes | 4      | 1           | 2           | 127        | 144        | 0,882      | 2    | 5    | 0,400 |
| 4 | SUI | Schnyder / Kuhn    | 3      | 0           | 3           | 134        | 153        | 0,876      | 2    | 6    | 0,333 |

| Datum       |                 | Score |                    | Set 1   | Set 2   | Set 3   |
| ----------- | --------------- | ----- | ------------------ | ------- | ------- | ------- |
| 14 augustus | Schnyder / Kuhn | 0 – 2 | Dumont / Martin    | 16 – 21 | 13 – 21 |         |
| 14 augustus | McPeak / Youngs | 2 – 0 | Maaseide / Glesnes | 21 – 14 | 21 – 14 |         |
| 16 augustus | Schnyder / Kuhn | 1 – 2 | Maaseide / Glesnes | 18 – 21 | 21 – 17 | 13 – 15 |
| 16 augustus | McPeak / Youngs | 2 – 1 | Dumont / Martin    | 21 – 13 | 12 – 21 | 15 – 9  |
| 18 augustus | Dumont / Martin | 2 – 0 | Maaseide / Glesnes | 21 – 19 | 29 – 27 |         |
| 18 augustus | McPeak / Youngs | 2 – 1 | Schnyder / Kuhn    | 22 – 24 | 21 – 17 | 15 – 12 |

### Groep E
| # | NOC | Ploeg                       | Punten | Wedstrijden | Wedstrijden | Spelpunten | Spelpunten | Spelpunten | Sets | Sets | Sets  |
| # | NOC | Ploeg                       | Punten | W           | V           | W          | V          | Ratio      | W    | V    | Ratio |
| - | --- | --------------------------- | ------ | ----------- | ----------- | ---------- | ---------- | ---------- | ---- | ---- | ----- |
| 1 | GER | Pohl / Rau                  | 5      | 2           | 1           | 138        | 119        | 1,160      | 5    | 2    | 2,500 |
| 2 | AUS | Cook / Sanderson            | 5      | 2           | 1           | 127        | 126        | 1,008      | 4    | 3    | 1,333 |
| 3 | BUL | Jantsjoelova / Jantsjoelova | 5      | 2           | 1           | 124        | 131        | 0,947      | 4    | 3    | 1,333 |
| 4 | CHN | Wang Lu / You Wenhui        | 3      | 0           | 3           | 126        | 139        | 0,906      | 1    | 6    | 0,167 |

| Datum       |                      | Score |                             | Set 1   | Set 2   | Set 3   |
| ----------- | -------------------- | ----- | --------------------------- | ------- | ------- | ------- |
| 14 augustus | Pohl / Rau           | 2 – 0 | Wang Lu / You Wenhui        | 21 – 17 | 21 – 18 |         |
| 14 augustus | Cook / Sanderson     | 2 – 0 | Jantsjoelova / Jantsjoelova | 21 – 16 | 21 – 12 |         |
| 16 augustus | Pohl / Rau           | 1 – 2 | Jantsjoelova / Jantsjoelova | 21 – 18 | 19 – 21 | 13 – 15 |
| 16 augustus | Cook / Sanderson     | 2 – 1 | Wang Lu / You Wenhui        | 21 – 19 | 17 – 21 | 17 – 15 |
| 18 augustus | Wang Lu / You Wenhui | 0 – 2 | Jantsjoelova / Jantsjoelova | 19 – 21 | 17 – 21 |         |
| 18 augustus | Cook / Sanderson     | 0 – 2 | Pohl / Rau                  | 10 – 21 | 20 – 22 |         |

### Groep F
| # | NOC | Ploeg                 | Punten | Wedstrijden | Wedstrijden | Spelpunten | Spelpunten | Spelpunten | Sets | Sets | Sets  |
| # | NOC | Ploeg                 | Punten | W           | V           | W          | V          | Ratio      | W    | V    | Ratio |
| - | --- | --------------------- | ------ | ----------- | ----------- | ---------- | ---------- | ---------- | ---- | ---- | ----- |
| 1 | AUS | Lochowicz / Pottharst | 6      | 3           | 0           | 142        | 130        | 1,092      | 6    | 1    | 6,000 |
| 2 | GRE | Sfyri / Karadassiou   | 5      | 2           | 1           | 134        | 113        | 1,186      | 5    | 2    | 2,500 |
| 3 | CHN | Tian Jia / Wang Fei   | 4      | 1           | 2           | 109        | 118        | 0,924      | 2    | 4    | 0,500 |
| 4 | MEX | Gaxiola / García      | 3      | 0           | 3           | 108        | 132        | 0,818      | 0    | 6    | 0,000 |

| Datum       |                       | Score |                       | Set 1   | Set 2   | Set 3   |
| ----------- | --------------------- | ----- | --------------------- | ------- | ------- | ------- |
| 14 augustus | Tian Jia / Wang Fei   | 0 – 2 | Lochowicz / Pottharst | 18 – 21 | 18 – 21 |         |
| 14 augustus | Sfyri / Karadassiou   | 2 – 0 | Gaxiola / García      | 21 – 17 | 21 – 13 |         |
| 16 augustus | Tian Jia / Wang Fei   | 2 – 0 | Gaxiola / García      | 21 – 19 | 21 – 15 |         |
| 16 augustus | Sfyri / Karadassiou   | 1 – 2 | Lochowicz / Pottharst | 15 – 21 | 21 – 15 | 14 – 16 |
| 18 augustus | Lochowicz / Pottharst | 2 – 0 | Gaxiola / García      | 26 – 24 | 22 – 20 |         |
| 18 augustus | Sfyri / Karadassiou   | 2 – 0 | Tian Jia / Wang Fei   | 21 – 14 | 21 – 17 |         |

## Knockoutfase
| Achtste finale | Achtste finale              | Achtste finale | Achtste finale | Achtste finale |  |    | Kwartfinale            | Kwartfinale              | Kwartfinale | Kwartfinale | Kwartfinale |  |  | Halve finale | Halve finale           | Halve finale | Halve finale | Halve finale |  |              | Finale          | Finale                 | Finale       | Finale       | Finale |
|                |                             |                |                |                |  |    |                        |                          |             |             |             |  |  |              |                        |              |              |              |  |              |                 |                        |              |              |        |
| 1              | Walsh / May                 | 21             | 21             |                |  |    |                        |                          |             |             |             |  |  |              |                        |              |              |              |  |              |                 |                        |              |              |        |
| 7              | Tian Jia / Wang Fei         | 11             | 18             |                |  |    | 1                      | Walsh / May              | 21          | 21          |             |  |  |              |                        |              |              |              |  |              |                 |                        |              |              |        |
| 11             | Larrea / Fernández          | 18             | 19             |                |  | 16 | Dumont / Martin        | 18                       | 15          |             |             |  |  |              |                        |              |              |              |  |              |                 |                        |              |              |        |
| 16             | Dumont / Martin             | 21             | 21             |                |  |    |                        |                          |             |             |             |  |  | 1            | Walsh / May            | 21           | 21           |              |  |              |                 |                        |              |              |        |
| 15             | Koutroumanidou / Arvaniti   | 12             | 21             | 11             |  |    |                        |                          |             |             |             |  |  | 4            | McPeak / Youngs        | 18           | 15           |              |  |              |                 |                        |              |              |        |
| 8              | Pohl / Rau                  | 21             | 19             | 15             |  |    | 8                      | Pohl / Rau               | 17          | 17          |             |  |  |              |                        |              |              |              |  |              |                 |                        |              |              |        |
| 12             | Celbová / Nováková          | 16             | 16             |                |  | 4  | McPeak / Youngs        | 21                       | 21          |             |             |  |  |              |                        |              |              |              |  |              |                 |                        |              |              |        |
| 4              | McPeak / Youngs             | 21             | 21             |                |  |    |                        |                          |             |             |             |  |  |              |                        |              |              |              |  |              | 1               | Walsh / May            | 21           | 21           |        |
| 10             | Lahme / Müsch               | 21             | 17             | 19             |  |    |                        |                          |             |             |             |  |  |              |                        |              |              |              |  |              | 2               | Adriana Behar / Shelda | 17           | 11           |        |
| 14             | Perrotta / Gattelli         | 16             | 21             | 21             |  |    | 14                     | Perrotta / Gattelli      | 16          | 21          | 12          |  |  |              |                        |              |              |              |  |              |                 |                        |              |              |        |
| 18             | Lochowicz / Pottharst       | 15             | 16             |                |  | 5  | Cook / Sanderson       | 21                       | 14          | 15          |             |  |  |              |                        |              |              |              |  |              |                 |                        |              |              |        |
| 5              | Cook / Sanderson            | 21             | 21             |                |  |    |                        |                          |             |             |             |  |  | 5            | Cook / Sanderson       | 17           | 16           |              |  |              |                 |                        |              |              |        |
| 3              | Ana Paula / Sandra Pires    | 21             | 21             |                |  |    |                        |                          |             |             |             |  |  | 2            | Adriana Behar / Shelda | 21           | 21           |              |  |              |                 |                        |              |              |        |
| 6              | Sfyri / Karadassiou         | 16             | 19             |                |  |    | 3                      | Ana Paula / Sandra Pires | 21          | 13          | 13          |  |  |              |                        |              |              |              |  | Derde plaats | Derde plaats    | Derde plaats           | Derde plaats | Derde plaats |        |
| 20             | Jantsjoelova / Jantsjoelova | 21             | 16             | 11             |  | 2  | Adriana Behar / Shelda | 15                       | 21          | 15          |             |  |  |              |                        |              |              |              |  | 4            | McPeak / Youngs | 21                     | 15           | 15           |        |
| 2              | Adriana Behar / Shelda      | 18             | 21             | 15             |  |    |                        |                          |             |             |             |  |  |              |                        |              |              |              |  |              | 5               | Cook / Sanderson       | 18           | 21           | 9      |